# NGC 240
NGC 240 là một thiên hà dạng hạt đậu hoặc xoắn ốc nằm trong chòm sao Song Ngư. Nó được phát hiện vào ngày 22 tháng 10 năm 1886 bởi Lewis Swift.